# Rezerwat przyrody Góra Jeleniowska
Rezerwat przyrody Góra Jeleniowska – częściowy rezerwat przyrody nieożywionej w gminie Nowa Słupia, w powiecie kieleckim, w województwie świętokrzyskim. Leży w Pasmie Jeleniowskim Gór Świętokrzyskich, w granicach Jeleniowskiego Parku Krajobrazowego.
- Powierzchnia: 15,80 ha[2][4] (akt powołujący podawał 15,56 ha)
- Rok utworzenia: 1997
- Numer ewidencyjny WKP: 064
- Przedmiot ochrony: wychodnie górnokambryjskich, gruboławicowych piaskowców kwarcytowych tworzące osobliwe formy morfologiczne i rumowiska typu gołoborzy oraz naturalne zbiorowisko Dentario glandulosae-Fagetum[1]

Rezerwat obejmuje część grzbietu leżącego na zachód od szczytu Góry Jeleniowskiej. Znajduje się około 1,5 km na wschód od miejscowości Paprocice. Obejmuje wydzielenia 57 c, d, na terenie leśnictwa Jeleniów (obręb Nieskurzów, nadleśnictwo Łagów).
Przez rezerwat przechodzi  Główny Szlak Świętokrzyski im. Edmunda Massalskiego z Gołoszyc do Kuźniaków.